# Anaxipha exigua
Anaxipha exigua är en insektsart som först beskrevs av Thomas Say 1825.  Anaxipha exigua ingår i släktet Anaxipha och familjen syrsor. Inga underarter finns listade i Catalogue of Life.

## Bildgalleri

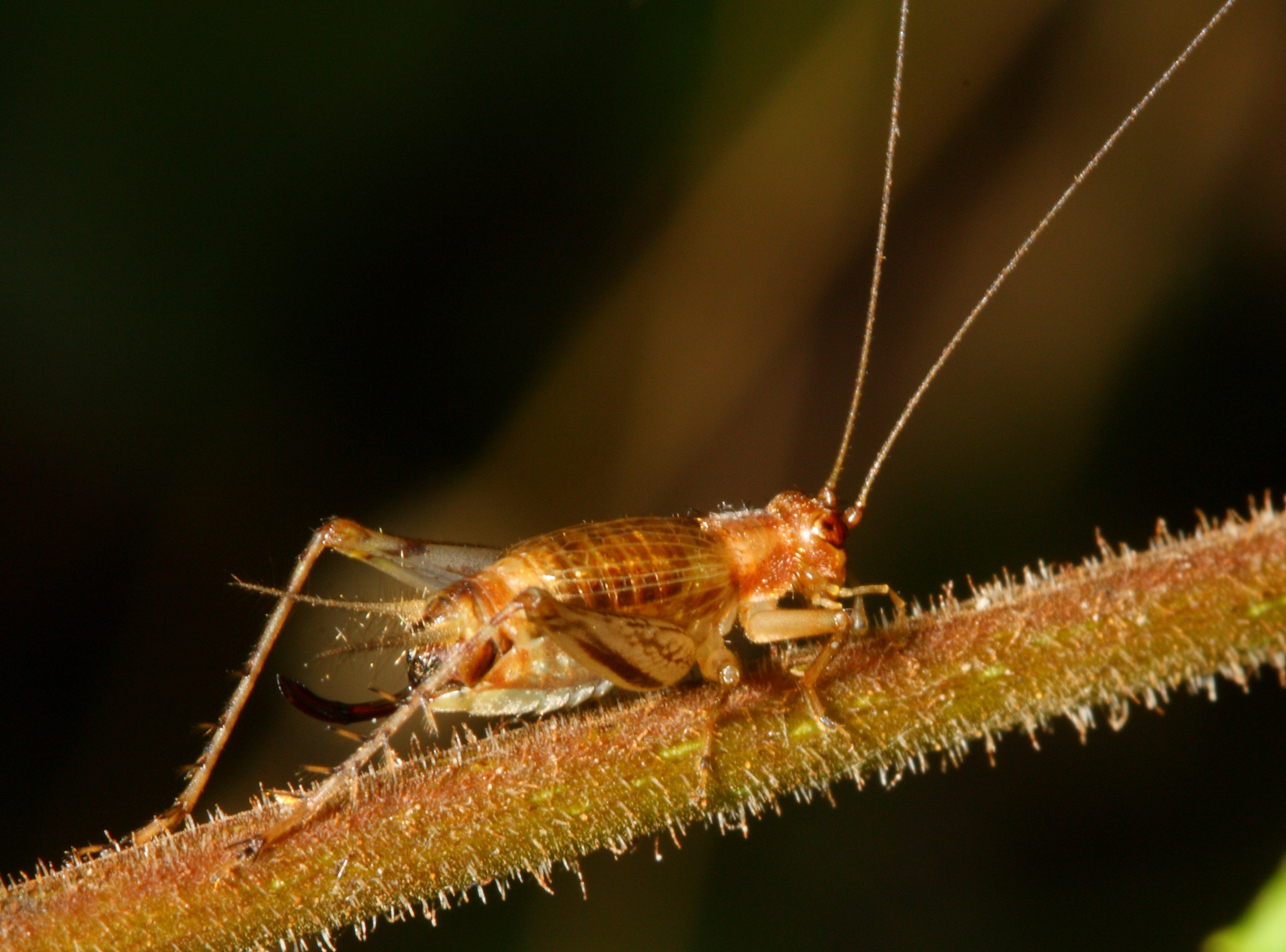